# Pabillonis
Pabillonis (sardinsky: Pabillònis) je italská obec (comune) v provincii Sud Sardegna v regionu Sardinie. Nachází se ve výšce 42 metrů nad mořem a má přibližně 2 500 obyvatel. Rozloha obce je 37,42 km².